# Списак универзитета у Словенији
Списак универзитета у Словенији.

## Државни
- Универзитет у Љубљани, Љубљана
- Универзитет у Марибору, Марибор
- Универзитет Приморска, Копар

## Приватни
- Нови универзитет, Љубљана
- Универзитет у Новој Горици, Нова Горица
- Универзитет у Новом Месту, Ново Место
-Alma Mater Europaea — Европски центар, Љубљана, Марибор, Мурска Собота